# Ore City
Ore City é uma cidade localizada no estado norte-americano do Texas, no Condado de Upshur.

## Demografia
Segundo o censo norte-americano de 2000, a sua população era de 1106 habitantes.
Em 2006, foi estimada uma população de 1161, um aumento de 55 (5.0%).

## Geografia
De acordo com o United States Census Bureau tem uma área de
5,8 km², dos quais 5,8 km² cobertos por terra e 0,0 km² cobertos por água. Ore City localiza-se a aproximadamente 100 m acima do nível do mar.

## Localidades na vizinhança
O diagrama seguinte representa as localidades num raio de 28 km ao redor de Ore City.